# لويز فرناندو ناسيمنتو
لويز فرناندو ناسيمنتو (23 يونيو 1997 بالبرازيل - ) هو لاعب كرة قدم برازيلي في مركز الهجوم. لعب مع نادي كورينثيانز.

## وصلات خارجية
- لويز فرناندو ناسيمنتو على موقع الدوري الأمريكي (الإنجليزية)
- لويز فرناندو ناسيمنتو على موقع قاعدة بيانات كرة القدم.إي يو (الإنجليزية)